# رودني بوتشر
رودني بوتشر (بالإنجليزية: Rodney Butcher)‏ هو لاعب غولف أمريكي، ولد في 4 فبراير 1970 في ويماوث في الولايات المتحدة.

## وصلات خارجية
- رودني بوتشر على موقع رابطة لاعبي الغولف المحترفين (الإنجليزية)